# Mopti
Mopti je grad u malijskoj pokrajini Mopti, istočno od grada Bamaka oko 650 km. Nalazi se u središnjem dijelu države, na lijevoj obali rijeke Niger.

## Zemljopis
Mopti se nalazi na plavnim ravnicama kraj rijeke Niger.

### Klima
Mopti ima vruću i vlažnu sahelsku klimu. 